# Carl Geibel (Verleger, 1842)
Carl Stephan Franz Geibel (* 19. Mai 1842 in Pest; † 5. Juni 1910 in Leipzig) war ein deutscher Buchhändler und Verleger.
Seine Eltern waren der Buchhändler Friedrich Wilhelm Carl Geibel (1806–1884) und Eleonore geb. Weisz (* 1820; † 2. Februar 1914 in Leipzig). Er war seit 1870 verheiratet mit Mathilde geb. Baumgarten († 1905). Mit ihr zeugte er die Söhne Hellmuth (1871–?), Friedrich Karl (1873–1904), Otto Karl (1874–?) und Carl Stephan Albert (1884–?).
Er besuchte das Thomasgymnasium in Leipzig und 1855–1858 die Erziehungsanstalt Schnepfenthal unter Gustav Ausfeld. Anschließend erlernte er den Buchhandel zunächst in Leipzig bei der Firma F. Volckmar. Weitere Stationen waren in Gotha, Dorpat und Budapest. 1866 übernahm er gemeinsam mit seinem Vater den in Berlin ansässigen Buchhandel und Verlag Duncker & Humblot. Den Geschäftssitz verlegten sie von Berlin nach Leipzig. Sie bauten Duncker & Humblot zu einem der führenden wissenschaftlichen Verlage im Kaiserreich aus.
Carl Geibel war 1872 Gründungsmitglied des Vereins für Socialpolitik.
Für seine Verdienste um den wissenschaftlichen Buchhandel in Deutschland verlieh ihm die Universität Leipzig den juristischen Ehrendoktor (1902).